# Airport Township
Die Airport Township ist eine von 28 Townships im St. Louis County im Osten des US-amerikanischen Bundesstaates Missouri und Bestandteil der Metropolregion Greater St. Louis. Das U.S. Census Bureau hat bei der Volkszählung 2020 eine Einwohnerzahl von 35.117 ermittelt.

## Geografie
Die Airport Township liegt im nordwestlichen Vorortbereich von St. Louis rund 10 km südöstlich des Missouri River. Der Mississippi, der die Grenze zu Illinois bildet, befindet sich rund 15 km östlich.
Die Airport Township liegt auf 38°44′00″ nördlicher Breite und 90°21′16″ westlicher Länge und erstreckt sich über 36,5 km².
Die Airport Township liegt im mittleren Nordwesten des St. Louis County und grenzt im Nordosten an die Florissant Township, im Osten an die Ferguson und die Norwood Township, im Südosten an die Normandy Township, im Süden an die Midland Township, im Südwesten an die Maryland Heights Township sowie im Westen und Nordwesten an die Northwest Township.

## Verkehr

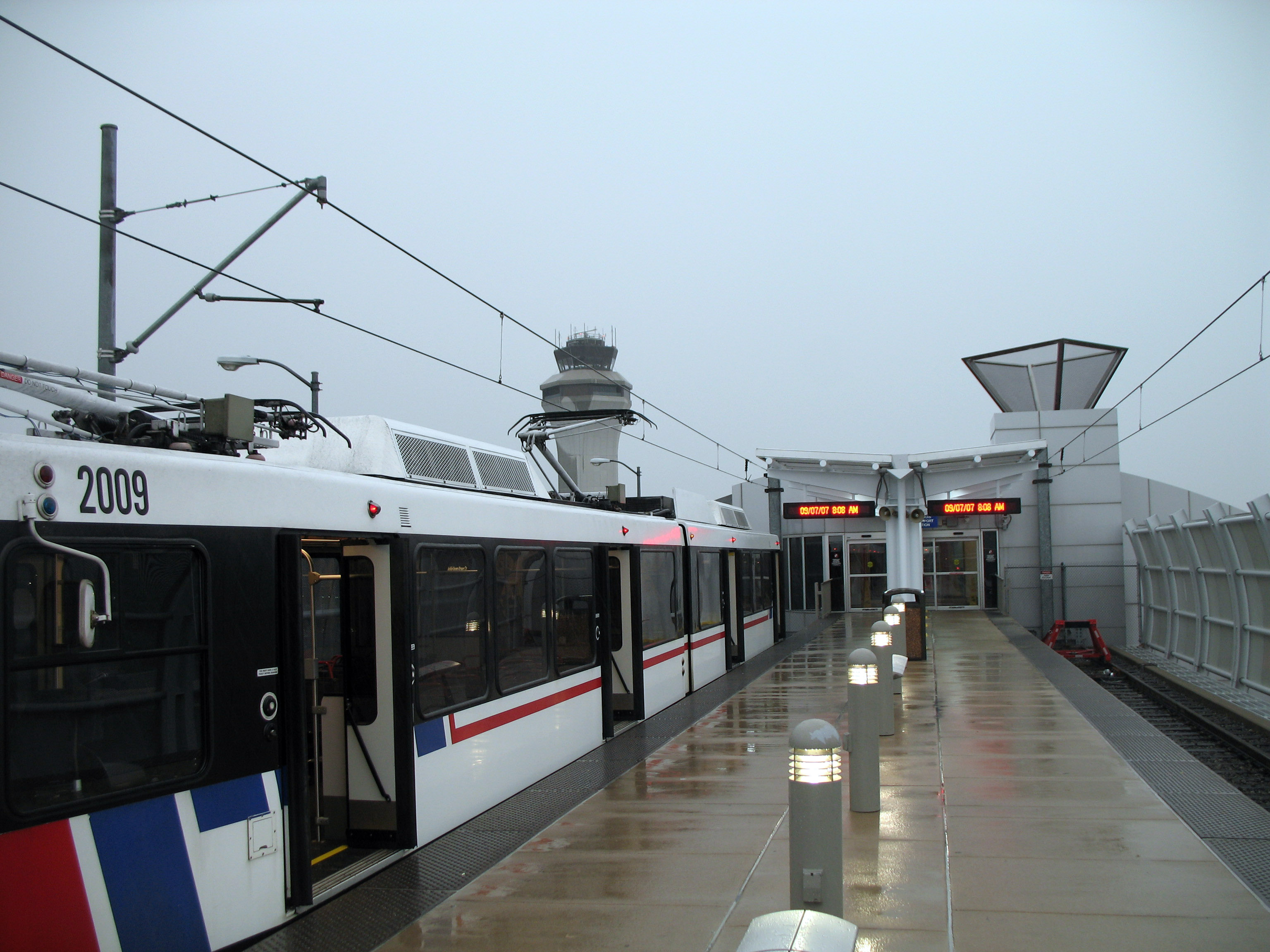
MetroLink-Endstelle am Flughafen

Durch die Airport Township verläuft in West-Ost-Richtung die Interstate 70, die St. Louis mit Kansas City verbindet. Im Osten der Township kreuzt die Interstate 170, die im Nordosten der Airport Township mit der Interstate 270 zusammentrifft. Diese bildet die nördliche Umgehungsstraße von St. Louis und die Grenze zwischen der Airport Township im Süden sowie der Florissant und der Northwest Township im Norden. Der größte Teil der westlichen Begrenzung der Township wird vom U.S. Highway 67 gebildet. Alle weiteren Straßen sind County Roads oder weiter untergeordnete innerörtliche Verbindungsstraßen.
Neben Anschlussgleisen verschiedener Eisenbahngesellschaften zum Flughafen gibt es dort eine der Endstellen des MetroLink genannten Light-rail-Nahverkehrssystems von St. Louis.
Der Lambert-Saint Louis International Airport, nach dem die Airport Township benannt wurde, nimmt rund ein Drittel von deren Gesamtfläche ein.

## Demografische Daten
Nach der Volkszählung im Jahr 2010 lebten in der Airport Township 35.821 Menschen in 15.349 Haushalten. Die Bevölkerungsdichte betrug 981,4 Einwohner pro Quadratkilometer. In den 15.349 Haushalten lebten statistisch je 2,33 Personen.
Ethnisch betrachtet setzte sich die Bevölkerung zusammen aus 55,3 Prozent Weißen, 35,3 Prozent Afroamerikanern, 0,3 Prozent amerikanischen Ureinwohnern, 2,3 Prozent Asiaten sowie 3,9 Prozent aus anderen ethnischen Gruppen; 2,8 Prozent stammten von zwei oder mehr Ethnien ab. Unabhängig von der ethnischen Zugehörigkeit waren 6,8 Prozent der Bevölkerung spanischer oder lateinamerikanischer Abstammung.
24,8 Prozent der Bevölkerung waren unter 18 Jahre alt, 63,9 Prozent waren zwischen 18 und 64 und 11,3 Prozent waren 65 Jahre oder älter. 52,5 Prozent der Bevölkerung war weiblich.
Das mittlere jährliche Einkommen eines Haushalts lag bei 35.403 USD. Das Pro-Kopf-Einkommen betrug 19.604 USD. 18,2 Prozent der Einwohner lebten unterhalb der Armutsgrenze.

## Orte
Die Bevölkerung der Airport Township  lebt in folgenden Ortschaften:
Citys
| - Berkeley 1 - Breckenridge Hills - Bridgeton | - Edmundson - Hazelwood 2 - Maryland Heights 3 | - St. Ann - St. John - Woodson Terrace |

Village
- Bel-Ridge 4

Unincorporated Community
- Bridgeton Terrace